# Aqueduto do Padre Tembleque
O Aqueduto do Padre Tembleque ou Aqueduto de Tembleque é um aqueduto localizado entre as cidades de Zempoala e Otumba no México.

## Descrição
Construído originalmente entre 1553 e 1570, o aqueduto tem comprimento de 45 quilômetros, começando no vulcão Tecajete a leste de Zempoala e terminando em Otumba. A maior parte do caminho, o aqueduto passa a nível do solo, mas também há áreas subterrâneas bem como ravinas e vales. Há três tipos de arcadas no aqueduto: a primeira com 46 arcos, a segunda com 13 e uma terceira com 67 arcos. A porção mais alta do aqueduto é na ravina Papalote, com 67 arcos, sendo o mais alto destes, a 38.75 metros do chão.

## UNESCO
A UNESCO inscreveu o Aqueduto do Padre Tembleque como Patrimônio Mundial por "incorporar o mais alto nível de arcadas em um aqueduto já construído...é um exemplo de mudança na influência entre a tradição europeia da hidráulica romana e as técnicas de construção tradicionais Mesomaericanas, incluindo o uso do adobe."